# Fairfax Financial
Fairfax Financial Holdings Limited è una società finanziaria canadese con sede a Toronto, in Ontario, che si occupa di assicurazioni sulla proprietà, gli infortuni, e sulla vita, gestione degli investimenti. La società opera principalmente attraverso diverse filiali, tra cui Odyssey Re, Northbridge Financial, Crum & Forster e Zenith Insurance Company.
Il 31 dicembre 2010, Fairfax aveva un totale attivo di circa 31,7 miliardi di dollari, e il suo reddito per i precedenti dodici mesi è stato di circa 6,2 miliardi di dollari.
Negli ultimi 25 anni (che è, dal momento in cui la gestione attuale ha preso il controllo - fino all'esercizio 31 dicembre 2010), la società Valore contabile per azione ha aumentato del 25% all'anno,  mentre il prezzo del titolo comune ha seguito la crescita al 21% per anno.
Il 24 settembre 2013 fa una offerta di acquisto per l'azienda produttrice di telefoni canadese BlackBerry per 4,5 miliardi di dollari.
Fairfax Financial ha oltre 8.200 impiegati in tutto il mondo (di cui 5000 negli Stati Uniti).
Nella sua sede a Toronto vi sono solo 30 impiegati.